# Grazia Sestini
Grazia Sestini (Arezzo, 1º maggio 1958) è una politica italiana.

## Biografia
Si laurea all'Università di Pisa dove consegue la laurea in lettere con indirizzo classico. Di professione Sestini fa l'insegnante di scuola superiore. Già consigliere provinciale, entra in parlamento, come deputata, la prima volta nel 1999 (XIII legislatura), con la lista Ccd-Udc in sostituzione del defunto Giovanni Panetta. In seguito si ricandida, questa volta al Senato, nelle elezioni del 2001 e risulta eletta per la lista di Forza Italia. Nel maggio 2011, invece, diviene consigliere comunale della città di Arezzo, ma si dimette nel mese di dicembre perché il Consiglio regionale della Toscana la elegge Garante dei diritti dell'infanzia e dell'adolescenza.

### Incarichi parlamentari
Ha fatto parte della Commissione permanente Istruzione pubblica e beni culturali.

### Sottosegretario di Stato
Nel giugno 2001 è stata nominata sottosegretario al Lavoro e politiche sociali nel Governo Berlusconi II. Ha svolto tale incarico anche nel terzo governo Berlusconi, dall'aprile 2005 a maggio 2006.